# Кілльванген
Кілльванген (нім. Killwangen) — громада  в Швейцарії в кантоні Ааргау, округ Баден.

## Географія
Громада розташована на відстані близько 90 км на північний схід від Берна, 24 км на схід від Аарау.
Кілльванген має площу 2,4 км², з яких на 24,5% дозволяється будівництво (житлове та будівництво доріг), 24,9% використовуються в сільськогосподарських цілях, 49% зайнято лісами, 1,7% не є продуктивними (річки, льодовики або гори).

## Демографія
2019 року в громаді мешкало 2057 осіб (+13,5% порівняно з 2010 роком), іноземців було 26,6%. Густота населення становила 847 осіб/км².
За віковим діапазоном населення розподілялося таким чином: 21,4% — особи молодші 20 років, 61,1% — особи у віці 20—64 років, 17,5% — особи у віці 65 років та старші. Було 793 помешкань (у середньому 2,6 особи в помешканні).
Із загальної кількості 628 працюючих 14 було зайнятих в первинному секторі, 346 — в обробній промисловості, 268 — в галузі послуг.